# Kimiko Yo
Pour les articles homonymes, voir Yo.
Kimiko Yo (余 貴美子, Yo Kimiko), née le 12 mai 1956 à Yokohama (préfecture de Kanagawa), est une actrice japonaise.

## Filmographie partielle

### Au cinéma
- 1987 : Saraba itoshiki hito yo : Michi Tatematsu
- 1988 : Kamu onna : Sanae Ebino
- 1989 : A Sign Days
- 1990 : Maria no ibukuro
- 1990 : Sayonara konnichiwa : Mie Suzuki
- 1991 : The Hit Man
- 1991 : Rasuto Furankenshutain
- 1991 : Yôkai hantâ: Hiruko
- 1991 : Yumeji (en)
- 1991 : Umi sora sango-no iitsutae : Etsuko Kawanishi
- 1993 : Chigireta ai no satsujin : Nami Muraki
- 1993 : Ahiru no uta ga kikoete kuru yo. : Etsuko Kishima
- 1993 : Nemuranai machi - Shinjuku same : Suzuki
- 1993 : Nûdo no yoru : Nami Tsuchiya
- 1994 : Yoru ga mata kuru : Prostitute
- 1994 : Ghost Pub (居酒屋ゆうれい, Izakaya yūrei?) de Takayoshi Watanabe (ja) : Kasumi
- 1995 : Sharaku
- 1995 : Sumomo mo momo : Mum
- 1996 : Gonin 2 : Ran
- 1996 : Daitoryo no Christmas Tree
- 1997 : Natsu jikan no otonatachi : Man's Lover in TV Drama
- 1997 : Setōchi mūnraito serenāde : Woman Gambler
- 1997 : Kizu darake no tenshi : Kazue Nakatsu
- 1997 : 20-seiki nosutarujia
- 1997 : Fukigen na kajitsu : Reiko Muto
- 1998 : Gakko III (学校ＩＩＩ?) de Yōji Yamada
- 1998 : Wait and See (あ春, Ah haru?) de Shinji Sōmai : la femme du frère de Hiroshi
- 1999 : Ojuken : Midori Chiaki
- 1999 : Timeless Melody : Chikako's mother
- 2000 : Tsuribaka nisshi: Eleven
- 2000 : 'Kurenai no kenjû' yo eien ni : Keiko Matsumoto
- 2001 : Suicide Club (Jisatsu sâkuru) : Kiyomi Kuroda
- 2002 : Hitorine : Naoko
- 2002 : Ogyâ : Hana's mother
- 2002 : Aiki : 'Himegoto' no Mama
- 2002 : Dog Star
- 2002 : Hoteru haibisukasu
- 2003 : Sayonara, Kuro : Eri Yuki
- 2003 : Guuzen nimo saiaku na shounen : Hatsuko Kim
- 2003 : Hotaru no hoshi
- 2003 : Doraggusotoa gâru : Hideko Mukai
- 2003 : Café Lumière (Kôhî jikô) : Yôko no keiba
- 2004 : Ki no umi
- 2004 : Niwatori wa hadashi da : Kimi Sakurai
- 2005 : Tokyo Tower de Takashi Minamoto : Yoko Kojima
- 2005 : Les Hommes du Yamato (男達の大和, Otokotachi no Yamato?) de Jun'ya Satō : Sayo Nishi
- 2005 : Garasu no tsukai
- 2006 : Tsubakiyama kachô no nanoka-kan : Tomoko
- 2007 : Ai no rukeichi : Asako Kikuchi
- 2007 : Shikyû no kioku
- 2007 : Tonari machi sensô : Kinu Murozono
- 2007 : Kayôkyoku dayo jinsei wa
- 2007 : Hatsuyuki no koi : Mayumi Sasaki
- 2007 : Muninka hoikuen Kabukichô Hiyokogumi!
- 2007 : Chacha
- 2008 : Oka wo koete : Hatsu Hosokawa
- 2008 : The Ramen Girl : Reiko
- 2008 : Departures (Okuribito) : Yuriko Uemura
- 2008 : Maboroshi no Yamataikoku : Akiko Sano
- 2008 : Mahô tsukai ni taisetsu na koto : Ms Kawata
- 2009 : Shokudo katatsumuri
- 2009 : Air Doll (空気人形, Kūki ningyō?) de Hirokazu Kore-eda : réceptionniste
- 2009 : Cher docteur (Dia dokutâ) : Akemi Ohtake
- 2010 : Kokô no mesu
- 2010 : Villain (悪人, Akunin?) de Lee Sang-il : Yoriko Shimizu
- 2010 : Sûpu opera
- 2011 : Hoshi mamoru inu : Innkeeper
- 2011 : Tsure ga utsu ni narimashite. : Satoko Kurita (Haruko's mom)
- 2011 : Corações Sujos : Naomi
- 2011 : Railways: Ai o tsutaerare nai otona-tachi e
- 2012 : Shiawase no pan : Yoko
- 2012 : Ace Attorney (Gyakuten saiban) : Maiko Ayasato (Misty Fey)
- 2012 : Ai to Makoto : Toyo Taiga
- 2012 : Gaiji keisatsu: Sono otoko ni damasareruna
- 2012 : Anata e : Tamiko Hamasaki
- 2013 : Yokomichi Yonosuke : Yonosuke Yokomichi's mother
- 2013 : Daijôbu 3 kumi
- 2013 : Wara no tate : Chikako Yuri
- 2013 : Bushi no kondate : Mitsuru Funaki
- 2013 : Mugiko san to
- 2014 : Kiseijuu : Nobuko Izumi (Shinichi's mother)
- 2014 : Shinya shokudô : Chieko Tachibana
- 2015 : Tsukuroi tatsu hito
- 2015 : Soromon no gishou : Motoko Ueno
- 2015 : Soromon no gishou: Kouhen saiban : Motoko Ueno
- 2016 : Shin Gojira : Reiko Hanamori, Defense Minister
- 2016 : Gosaigyô no Onna
- 2016 : Zoku Shinya shokudô
- 2017 : Burû Hâtsu ga kikoeru
- 2017 : Enokida bôekidô
- 2018 : Omotenashi : The Ceremony
- 2018 : Uta Monogatari : Cinema Fighters Project

## Distinctions
- 2009 : Prix Kinuyo Tanaka[1]